# Dirk Lammers
Dirk Lammers (28 december 1926 – 31 januari 2003) was een Nederlandse voetballer die voornamelijk speelde voor de Utrechtse voetbalclub DOS. 
Dirk Lammers is met 184 doelpunten in negen seizoenen een van de meest succesvolle spitsen ooit van DOS. Zijn voetballoopbaan kwam door de oorlogsjaren pas laat op gang. Hij speelde in de jaren veertig bij de Utrechtse afdelingsclub VV Ares toen hij werd opgeroepen voor militaire dienst. De dienstplicht moest hij doorbrengen in Indonesië. 
Medio 1950 keerde hij in Utrecht terug en hij meldde zich aan bij DOS. Hij kende een aarzelende start en bleef in zijn eerste seizoen 1950/51 op vier treffers steken. Daarna brandde hij los en hij was vijf van de acht daaropvolgende seizoenen clubtopscorer. In de andere drie jaar was zijn compaan Tonny van der Linden het meest trefzeker voor de Utrechters. 
Lammers is voornamelijk bekend door zijn "dubbele hattrick" tegen SHS  (10-0) op 14 december 1958. Hij scoorde toen onder andere 2 doelpunten met het hoofd terwijl hij met een gebroken kaak speelde. Daarnaast won hij met DOS in 1957/58 de landstitel.
Na het seizoen 1958/59 vertrok hij naar NOAD en hij sloot zijn carrière in 1962 af bij Go Ahead.
In de jaren 60 was Dirk Lammers werkzaam bij installatiebedrijf Bleijenberg. De eigenaar van het bedrijf was van mening dat bekende voetballers de verkoop van de installaties stimuleerden. Ook de bekende voetballers Luc Flad, Hans Kraay sr. en Cor Luiten waren werkzaam bij het bedrijf tijdens hun loopbaan.

## Carrièrestatistieken
| Seizoen         | Club            | Land            | Competitie                   | Competitie | Competitie | Beker | Beker | Internationaal | Internationaal | Overig | Overig | Totaal | Totaal |
| Seizoen         | Club            | Land            | Competitie                   | Wed.       | Dlp.       | Wed.  | Dlp.  | Wed.           | Dlp.           | Wed.   | Dlp.   | Wed.   | Dlp.   |
| --------------- | --------------- | --------------- | ---------------------------- | ---------- | ---------- | ----- | ----- | -------------- | -------------- | ------ | ------ | ------ | ------ |
| 1950/51         | DOS             | Nederland       | Eerste klasse B              | 14         | 4          | –     | –     | 0              | 0              | 0      | 0      | 14     | 4      |
| 1951/52         | DOS             | Nederland       | Eerste klasse B              | 25         | 21         | –     | –     | 0              | 0              | 0      | 0      | 25     | 21     |
| 1952/53         | DOS             | Nederland       | Eerste klasse A              | 26         | 22         | –     | –     | 0              | 0              | 0      | 0      | 26     | 22     |
| 1953/54         | DOS             | Nederland       | Eerste klasse B              | 25         | 25         | –     | –     | 0              | 0              | 0      | 0      | 25     | 25     |
| 1954/55         | DOS             | Nederland       | Eerste klasse B (Afgebroken) | 8          | 7          | –     | –     | –              | –              | 0      | 0      | 8      | 7      |
| 1954/55         | DOS             | Nederland       | Eerste klasse A              | 20         | 17         | –     | –     | –              | –              | 0      | 0      | 20     | 17     |
| 1955/56         | DOS             | Nederland       | Hoofdklasse A                | 33         | 29         | –     | –     | –              | –              | 0      | 0      | 33     | 29     |
| 1956/57         | DOS             | Nederland       | Eredivisie                   | 34         | 20         | –     | 0     | –              | –              | 0      | 0      | –      | 20     |
| 1957/58         | DOS             | Nederland       | Eredivisie                   | 30         | 14         | –     | 0     | –              | –              | 0      | 0      | –      | 14     |
| 1958/59         | DOS             | Nederland       | Eredivisie                   | 30         | 26         | –     | 0     | 2              | 0              | 0      | 0      | –      | 26     |
| 1959/60         | NOAD            | Nederland       | Eerste divisie A             | –          | 12         | –     | –     | –              | –              | 0      | 0      | –      | 12     |
| 1960/61         | NOAD            | Nederland       | Eredivisie                   | 22         | 1          | –     | –     | –              | –              | 0      | 0      | 22     | 1      |
| 1961/62         | Go Ahead        | Nederland       | Eerste divisie A             | –          | 3          | –     | –     | –              | –              | 0      | 0      | –      | 3      |
| Carrière totaal | Carrière totaal | Carrière totaal | Carrière totaal              | –          | 201        | –     | 0     | 2              | 0              | 0      | 0      | –      | 201    |

## Erelijst
DOS
| Nationaal     |    |         |
| Landskampioen | 1x | 1957/58 |